# Палавічінієві
Палавічінієві (Pallaviciniaceae) — широко розповсюджена родина печіночників порядку палавічініальних (Pallaviciniales). Усі види є талозними, зазвичай організованими у вигляді товстої середньої жилки, кожна сторона має широке крило тканини завтовшки в одну клітину. Усі види дводомні. Найбільше розмаїття спостерігається в Австралазії, де деякі види є ендемічними для цього регіону, хоча види, що належать до родини, можна знайти на всіх континентах, крім Антарктиди.

## Види
Як прийнято GBIF:
- Greeneothallus Hässel
- Jensenia Lindb.
- Pallavicinia Gray
- Pallavicinius
- Podomitrium Mitt.
- Prionothallus Mamontov, Vilnet & Schäf.-Verw.
- Seppeltia Grolle
- Symphyogyna Nees & Mont.
- Symphyogynopsis Grolle
- Xenothallus R.M.Schust.

## Еволюційна історія
Палавічінієві є одними з найдавніших відомих мохоподібних є палавічінієвих девону, виявлені в Нью-Йорку. Він має велику схожість із сучасними таломами печіночника роду Pallavicinia, звідки й назва.